# Liste des seigneurs de la Motte-Sonzay
Liste des seigneurs de la Motte-Sonzay (Châtellenie)

## Famille de Pernay
- ???? - ???? Gautier de Pernay, Chevalier en 1228.

## Famille de Montfort
- ???? - ???? Rotrou de Montfort, Sr de Semblançay et Pernay en 1267, époux de Marguerite d'Aluys au Perche-Gouët qui lui apporte en dot les baronnies de Saint-Christophe et de Châteaux (Château-la-Vallière).

## Famille de Bueil

Blason de Pierre de Bueil.

Les Trousseau puis leurs héritiers les Bueil acquièrent peu à peu les fiefs tourangeaux des Rotrou de Montfort et des d'Alluyes, dans la deuxième moitié du XIIIe siècle et surtout au XIVe siècle. 
- ???? - ???? Pierre de Bueil, Sr en 1380[1] et en 1402[2], fils cadet de Jean II de Bueil, époux de Marguerite de (La) Chausse/Chaussée.
- ???? - ???? Jacques de Bueil, fils naturel de Louis de Bueil, lui-même fils cadet de Jean IV, Sr du Bois (Vouvray), époux en 1458 de Louise de Fontaine-Guérin, descendante de Pierre de Bueil ci-dessus
- ???? - ???? Georges de Bueil, son fils, † ~1510/1513, Sr de Fontaine-Guérin, du Bois, du Bois (Vouvray) et de la Roche au Majeur (La Roche-Talbot ou La Roche-Racan) et/ou de La Roche-au-Moyen en Touraine ; époux 1) de Françoise de Touches, puis 2) de Marguerite de Broc.
- ???? - ???? Jean de Bueil, fils de Georges et Marguerite de Broc, † entre 1550 et 1570, Sr de Fontaine-Guérin et du Bois, époux de Françoise de Montrelais.
- ???? - ???? Honorat de Bueil, son fils aîné, † 1590, Baron de Fontaine, Sr du Bois, Boville (Bouillé ?) et Vallaynes, époux d'Anne de Bueil fille de Louis IV
- ???? - 1631 Anne de Bueil, Dame de Fontaine-Guérin, fille d'Honorat et d'Anne de Bueil (fille de Louis de Bueil, comte de Sancerre), épouse Roger II de Saint-Lary, Seigneur puis premier Duc de Bellegarde († 1646, sans postérité).

La succession d'Anne de Bueil, Duchesse de Bellegarde, donna lieu à de longs et nombreux procès, entre Honorat d'Acigné, comte de Grandbois (cousin germain d'Anne de Bueil, car fils de Jeanne de Bueil, sœur d'Honorat), et le poète Honorat de Bueil de Racan (aussi cousin germain d'Anne de Bueil, car fils de Louis de Bueil, frère cadet d'Honorat ci-dessus).

## Famille (de) Daillon du Lude

Armes de Daillon : D'azur à la croix engrêlée d'argent

- ???? - ???? Jean II de Daillon, chevalier, Sr du Lude et Renée de Fontaines, sa femme en 1443, fille de Jeanne de Vendôme, dame du Lude et de Segré (héritière de la branche des Vendôme-Segré issue de Bouchard, fils cadet de Bouchard VI) et de René de Fontaines (fils de Jean de Fontaines, lui-même fils d'Hardouin de Fontaines et de Marie de Bueil, fille de Pierre et petite-fille de Jean II rencontrés plus haut), Dame de la Motte-Sonzay et de Fontaines-Guérin en 1455[3]
- ???? - ???? Renée de Daillon, fille de Jean II de Daillon, épouse Antoine de Loubes, Sr de Jenardoil, en secondes noces.

## Famille de Loubes

Armes de Loubes : Losangé d'or et d'azur.

- 1507 de Loubes, Ecuyer, Sr de Fontaine, Verneuil, de la Gastevine

## Famille d'Acigné
- ???? - ???? Marie Anne d'Acigné, Comtesse,

## Famille d'Illiers d'Entragues

Famille de Parthenay L'Archevêque

1734 : Henri d'Illiers d'Entra(i)gues (cf. l'article Balsac > Postérité)

## Famille Le Pellerin
- ???? - ???? Charles Nicolas Le Pellerin, Baron de Gauville (achat le 6 novembre 1762), parrain d'une enfant de la famille Bonnin en 1770.
- ???? - ???? Marguerite Le Pellerin de Gauville, épouse Anne-Claude Bonnin de la Bonninière, Comte de Beaumont

## Famille Bonnin

Blason de la famille Bonnin.

- ???? - ???? Charles  Bonnin de la Bonninière de Beaumont, Comte, Membre du Conseil général d'Indre-et-Loire de 1811 à 1830[4].